# Dino Martin
Donald E. "Dino" Martin (Newport, Rhode Island, 25 de mayo de 1920-Bonita Springs, Florida, 24 de julio de 1999) fue un jugador y entrenador de baloncesto estadounidense que disputó dos temporadas en la BAA, y dirigió como entrenador a los Boston College Eagles de la NCAA durante nueve años. Con 1,73 metros de estatura, jugaba en la posición de base.

## Trayectoria deportiva

### Universidad
Jugó durante tres temporadas con los Hoyas de la Universidad de Georgetown.

### Profesional
En 1946 comenzó su carrera profesional con los Providence Steamrollers, siendo el segundo máximo anotador del equipo tras Ernie Calverley, promediando 12,2 puntos por partido.
Jugó una temporada más con los Steamrollers, pero sus estadísticas bajaron hasta los 3,2 puntos por partido, retirándose al término de la misma.

#### Estadísticas en la BAA

##### Temporada regular
| Temporada | Edad | Equipo                  | Liga | P  | TIT | MIN | TC  | TCA  | %TC  | 3P | 3PA | %3P | TL  | TLA | %TL  | R.OF. | R.DEF. | REB | ASIS | ROB | TAP | PER | FP  | PTS  |
| 1946-47   | 26   | Providence Steamrollers | BAA  | 60 |     |     | 5.2 | 17.0 | .304 |    |     |     | 1.9 | 2.8 | .661 |       |        |     | 1.0  |     |     |     | 1.6 | 12.2 |
| 1947-48   | 27   | Providence Steamrollers | BAA  | 32 |     |     | 1.4 | 6.0  | .238 |    |     |     | 0.3 | 0.6 | .450 |       |        |     | 0.4  |     |     |     | 0.5 | 3.2  |
| Total     |      |                         | BAA  | 92 |     |     | 3.9 | 13.2 | .294 |    |     |     | 1.3 | 2.0 | .638 |       |        |     | 0.8  |     |     |     | 1.3 | 9.1  |

### Entrenador
En 1953 fichó como  entrenador de los Eagles del Boston College, permaneciendo nueve temporadas en el cargo, en las cuales consiguió 109 victorias por 102 derrotas.